# Tour de Porto Rico
Le Tour de Porto Rico était une course cycliste par étapes disputée à Porto Rico.

## Palmarès
| Année | Vainqueur   | Deuxième       | Troisième       |
| ----- | ----------- | -------------- | --------------- |
| 1955  | Ramón Hoyos |                |                 |
| 1956  | Rafael Vaca |                |                 |
| 2005  | Wendy Cruz  | Jonathan Baker | Augusto Sánchez |